# Горбанівка (Вінницький район)
Горбані́вка (колишня назва — Біскупка) — село в Україні, в Агрономічній сільській громаді Вінницького району Вінницької області.

## Назва
7 червня 1946 р. село Бискупка Ільківської сільської Ради отримало назву «Горбанівка».

## Історія
Під час другого голодомору у 1932–1933 роках, проведеного радянською владою, загинуло 14 осіб.

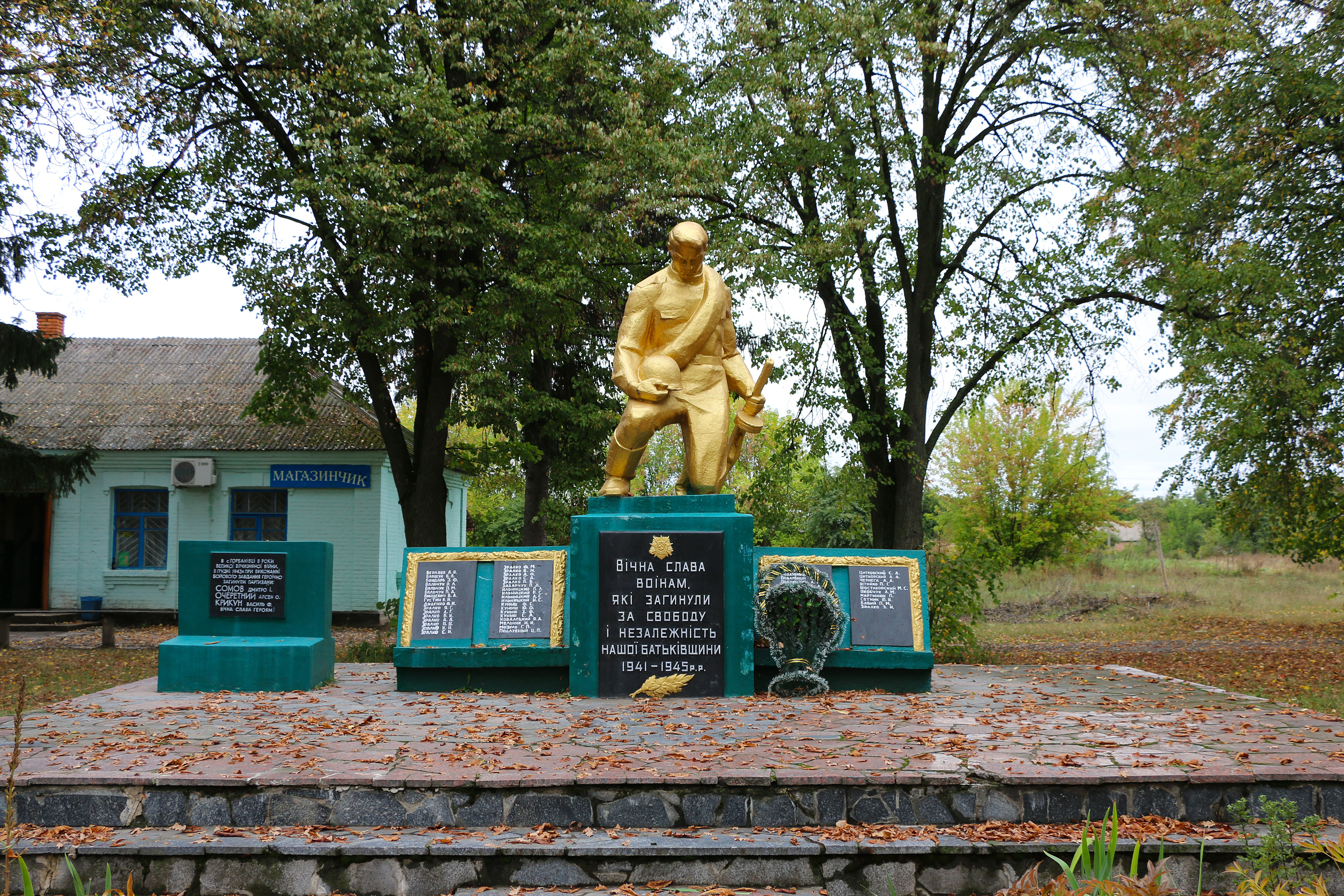
Пам'ятник 62 воїнам-односельчанам